# Bo Dallas
Bo Dallas, pseudonimo di Taylor Michael Rotunda (Brooksville, 25 maggio 1990), è un wrestler statunitense sotto contratto con la WWE, dove si esibisce con il ring name Uncle Howdy.

## Carriera

### WWE (2008–presente)

#### Florida Championship Wrestling (2008–2012)
Nel 2008, Rotunda firma un contratto di sviluppo con la World Wrestling Entertainment e viene mandato nella Florida Championship Wrestling per fare esperienza. Nel match di debutto a dicembre, sconfigge Titus O'Neil. Cambia il suo ring name in Bo Rotundo e il 23 giugno in coppia con suo fratello Duke Rotundo sconfigge Kris Logan e Justin Gabriel e vince gli FCW Florida Tag Team Championship. Perdono i titoli il 19 novembre contro Curt Hawkins e Caylen Croft. Il 3 febbraio, Bo Rotundo sconfigge Mason Ryan diventando il nuovo FCW Florida Heavyweight Champion. Il suo regno, tuttavia, è di poca durata poiché Maxine, la general manager, sancisce subito un match valido per il titolo contro Lucky Cannon, dove Rotundo viene sconfitto. Riuscirà poi a riconquistare il titolo FCW il 19 maggio, sconfiggendo lo stesso Lucky Cannon. Il 5 settembre è costretto a cedere il titolo a Leo Kruger a causa di un laceramento ad un rene. Rotundo fa il suo ritorno in FCW durante i tapings del 12 gennaio, quando sconfigge agilmente Nick Rogers. Qualche giorno dopo, ottiene una title shot per il titolo FCW che gli era stato portato via qualche mese prima per mano di Leo Kruger, ma vince solo per squalifica. Il 2 febbraio, Rotundo e Harris sconfiggono Brad Maddox e Briley Pierce, conquistando i titoli di coppia FCW per la seconda volta, a distanza di quasi 3 anni dal loro precedente regno. Perde i titoli di coppia FCW il 15 marzo contro Jake Carter e Corey Graves. Dopo aver cambiato ring name in Bo Dallas, conquista il suo terzo titolo FCW, sconfiggendo Rick Victor il 16 giugno a Crystal River. Dopo averlo difeso in un Fatal Four-Way match e contro Mason Ryan, lo perde il 13 luglio in favore dell'ex campione Victor. Dall'agosto 2012, la FCW chiude e tutti i talenti vengono spostati a NXT.

#### NXT (2012–2014)

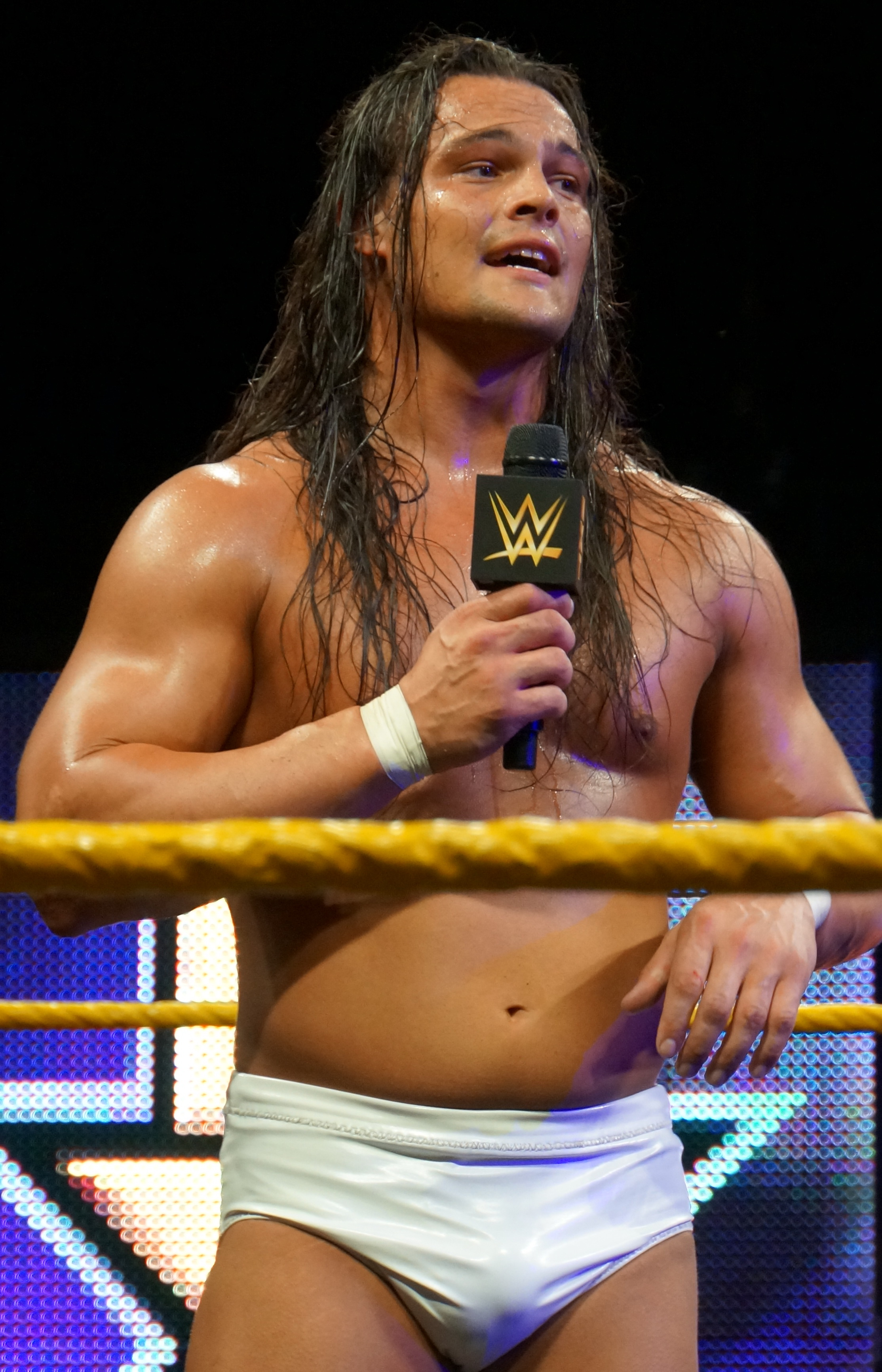
Bo Dallas nel 2014

Nella prima puntata della sesta stagione di NXT, Dallas debutta ufficialmente in WWE e sconfigge Rick Victor. Nella puntata di NXT del 4 luglio, accorre in aiuto di Seth Rollins allontanando Hunico e Camacho che stavano attaccando Seth. La stessa sera, Dusty Rhodes organizza un 6-man tag team match dove Rollins, Dallas e Tyson Kidd perdono contro Hunico, Camacho e Michael McGillicutty, sancendo la prima sconfitta in WWE di Dallas. Il 19 dicembre, ha un match contro il World Heavyweight Champion Big Show, che aveva risposto ad una sfida lanciata da Dallas a una qualsiasi superstar della WWE, con quest'ultimo che vince il match.
Al Royal Rumble Fan-Axxess, vince un torneo a 8 uomini, guadagnandosi il diritto di partecipare alla Royal Rumble. Debutta in pay-per-view alla Royal Rumble, entrando con il numero 16, eliminando l'Intercontinental Champion Wade Barrett, ma venendo eliminato da Barrett stesso rientrato successivamente nel ring. Nella puntata di Raw successiva, viene chiamato a combattere da Barrett in un Player Choice match, riuscendo a battere quest'ultimo, conquistando la prima vittoria nel roster maggiore della WWE. In virtù della sua vittoria a Raw, nell'edizione di NXT Clash of Champions, riceve un match contro Barrett valido per l'Intercontinental Championship, ma viene sconfitto.
Dopo aver vinto una Battle Royal a 20 uomini diventando primo sfidante al titolo, sconfigge Big E Langston il 12 giugno conquistando l'NXT Championship. Difende il titolo anche contro Leo Kruger, ma nonostante le sue vittorie contro wrestler heel, il pubblico continua a fischiarlo. Qualche settimana dopo, attacca il suo nuovo sfidante per il titolo Sami Zayn, effettuando un turn heel: la faida per il titolo tra i due si conclude con la vittoria di Dallas, che mantiene l'NXT Championship.
Nel mese di gennaio, Adrian Neville diventa il nuovo sfidante all'NXT Championship: nello stesso mese i due firmano il contratto per un match titolato che si svolgerà nel primo pay-per-view (visibile solo sul WWE Network) di NXT a febbraio. Il 24 febbraio a NXT ArRival, Bo perde la cintura contro Adrian Neville.

#### Bolieve (2014–2016)

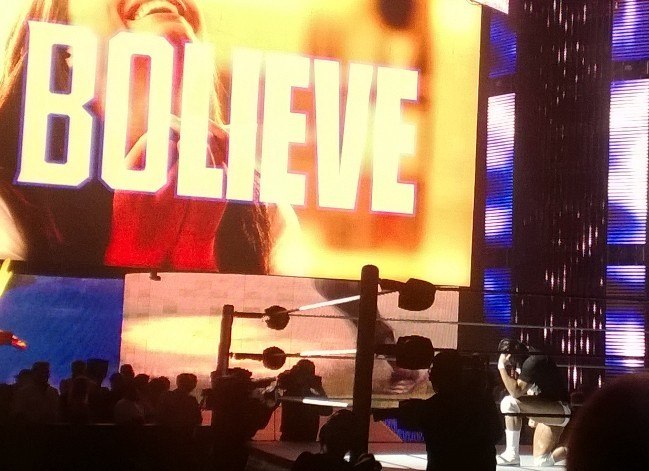
Bo Dallas nel 2014

Dalla puntata di Raw del 7 aprile, la WWE ha iniziato a mandare in onda delle vignette introduttive in stile motivazionale per Dallas. Queste motivazioni hanno creato una parola composta del suo nome "Bo" e la parola "credere" per creare il termine "Bolieve", che ha mantenuto come suo nuovo slogan. Il ritorno di Dallas ha avuto un esito vittorioso, in quanto ha sconfitto Sin Cara nella puntata di SmackDown del 23 maggio, così come nella puntata di Raw del 26 maggio, stabilendosi come un heel. Dallas ha fatto la sua prima apparizione in pay-per-view a Payback, dove è stato programmato per affrontare Kofi Kingston. Tuttavia, il match non è mai avvenuto a causa dell'interferenza di Kane. Dallas si è trovato ad affrontare Kingston la notte seguente a Raw con esito vincente. Dopo il suo debutto nel roster principale, Dallas ha ottenuto una striscia di imbattibilità, raccogliendo vittorie su wrestler del calibro di R-Truth, Fandango, Titus O'Neil, El Torito, Damien Sandow e The Great Khali. Dallas ha cementato il suo status da heel quando ha attaccato El Torito dopo il suo match contro Diego nella puntata di SmackDown del 4 luglio. A Battleground, Dallas ha partecipato alla 19-man battle royal per il vacante Intercontinental Championship, riuscendo ad eliminare Sin Cara e Titus O'Neil prima di essere il sedicesimo eliminato dopo essere stato buttato fuori da Dolph Ziggler. Bo Dallas è stato sconfitto nella puntata di Raw del 28 luglio da R-Truth, che ha terminato la sua striscia di imbattibilità in match singoli da quando ha debuttato per la seconda volta nel roster principale a 17-1, spingendo Dallas ad assaltarlo al termine del match dopo la sua sconfitta. A fine agosto, Dallas ha iniziato a tormentare Jack Swagger riguardo alla sconfitta di quest'ultimo a SummerSlam contro Rusev. Nella puntata di Raw del 15 settembre, Dallas ha perso contro Swagger, subendo un infortunio. Ha fatto il suo ritorno a Extreme Rules, iniziando a insultare la città ospite, Chicago. Mentre parlava è stato introdotto da Ryback che gli ha fatto una shell shoked. Dopo questo ha avuto un paio di match persi contro Ryback. Ha avuto un match con Neville nella puntata di SmackDown del 14 maggio, ed è salito sul ring, attaccando Neville dopo un match, nella puntata di Raw del 18 maggio. Ha combattuto contro Neville a Elimination Chamber perdendo. Nella puntata di SmackDown del 18 giugno perde contro Dolph Ziggler.
Nella puntata di Raw successiva a SummerSlam 2015 ritorna e viene attaccato da Brock Lesnar. A Tribute to the Troops del 23 dicembre viene facilmente sconfitto da Mark Henry.

#### The Social Outcasts (2016–2017)

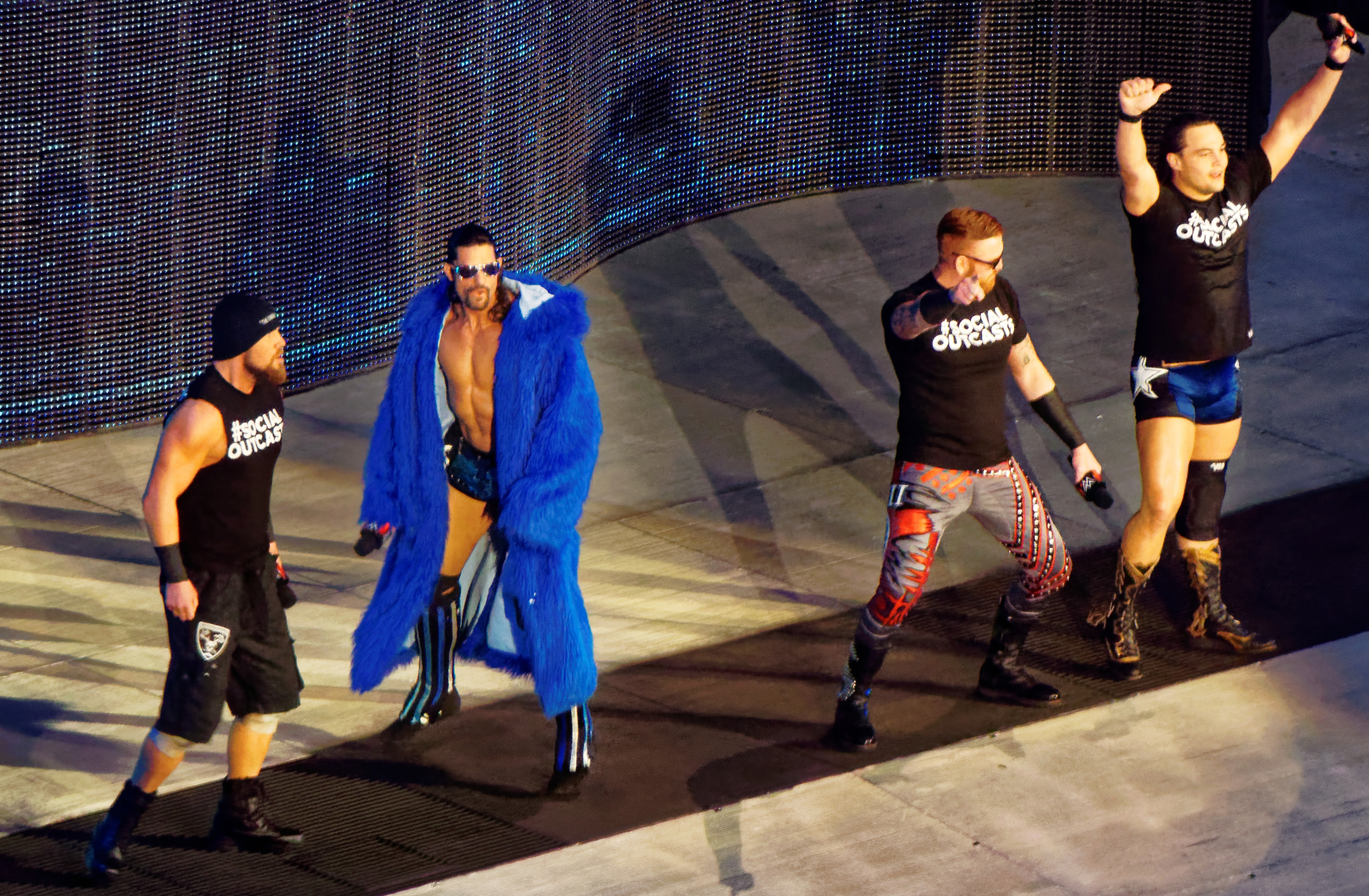
I Social Outcasts nell'aprile 2016

Nella puntata di Raw del 4 gennaio formò una stable con Adam Rose, Curtis Axel e Heath Slater chiamata The Social Outcasts. Nella puntata di Raw dell'11 gennaio debuttarono affrontando la Wyatt Family ma il match terminò in un no contest a causa dell'intervento di Ryback. Dopo una serie di sconfitte e qualche vittoria, i Social Outcasts parteciparono all'annuale André the Giant Memorial Battle Royal a WrestleMania 32 del 3 aprile ma vennero tutti e quattro eliminati da Baron Corbin, Kane e Mark Henry. Successivamente i Social Outcasts intrapresero una breve faida contro il debuttante Apollo Crews ma vennero sconfitti uno alla volta in vari match singoli.
Il 16 aprile 2016 Rose venne sospeso con effetto immediato per sessanta giorni in seguito alla violazione del Wellness Program. Nella puntata di Raw del 2 maggio i Social Outcasts presero parte ad una 20-man Battle Royal per decretare il contendente n°1 allo United States Championship di Kalisto ma vennero tutti e quattro eliminati. Il 23 maggio Rose venne rilasciato dalla WWE, sancendo così la sua uscita dalla stable. Nella puntata di Raw dell'11 luglio Dallas, Slater e Axel parteciparono ad una Battle Royal per determinare il contendente n°1 all'Intercontinental Championship di The Miz ma vennero eliminati.
Con la Draft Lottery avvenuta nella puntata di SmackDown del 19 luglio, Dallas venne assegnato al roster di Raw insieme a Curtis Axel, mentre Heath Slater non venne trasferito in nessun roster (questo sancì la fine della stable dei Social Outcasts). Dopo aver sconfitto diversi jobber, nella puntata di Raw del 31 ottobre Dallas partecipò ad una Battle Royal per determinare l'ultimo membro del Team Raw per Survivor Series ma venne eliminato da Braun Strowman. Dopo diverse apparizioni a Main Event e Superstars, Il 2 aprile, nel Kick-off di WrestleMania 33, Dallas partecipò all'annuale André the Giant Memorial Battle Royal ma venne eliminato da Mojo Rawley.

#### Miztourage e B-Team (2017–2021)

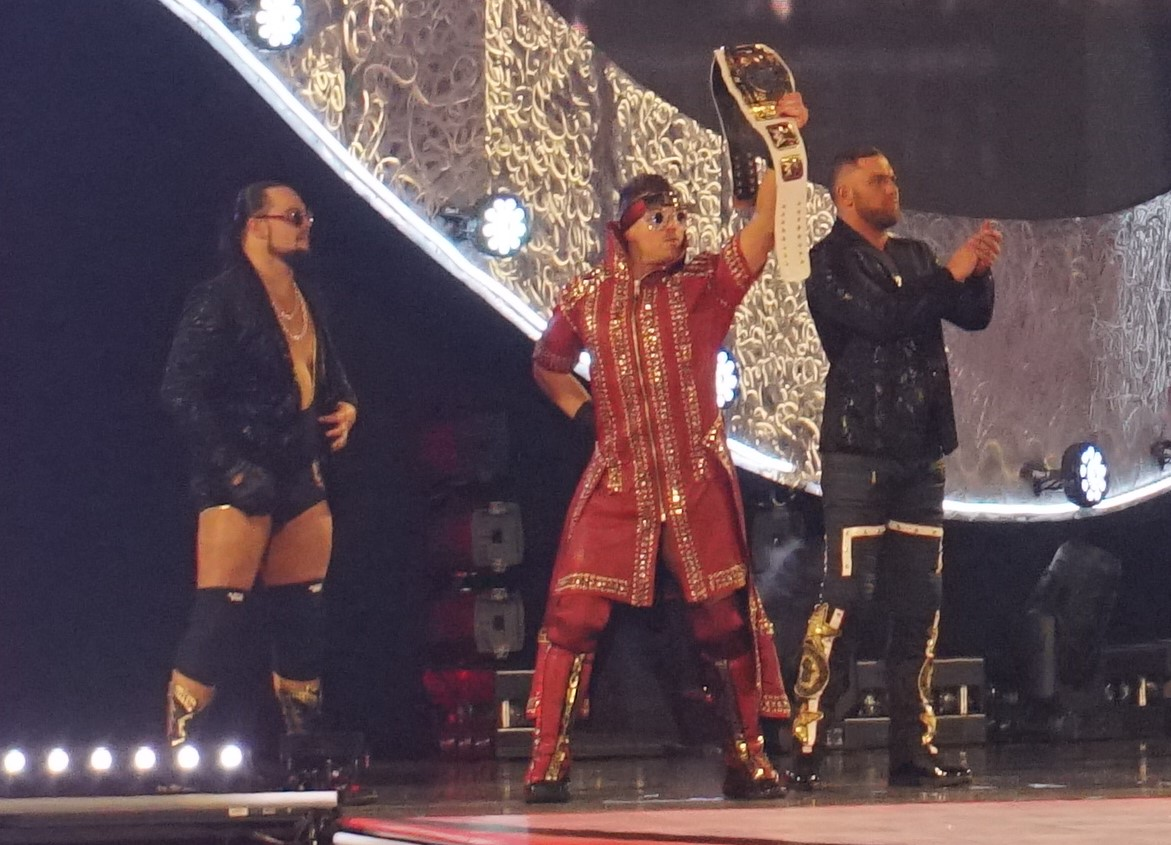
Dallas (a sinistra) con The Miz e Curtis Axel a WrestleMania 34

Nella puntata di Raw del 19 giugno Dallas, assieme a Curtis Axel, decise di allearsi con l'Intercontinental Champion The Miz, formando il Miztourage. Il 20 agosto, nel Kick-off di SummerSlam, The Miz e il Miztourage sconfissero gli Hardy Boyz e Jason Jordan. Nella puntata di Raw del 28 agosto Dallas partecipò ad una Battle Royal per determinare il contendente n°1 all'Intercontinental Championship di The Miz ma venne eliminato da Jason Jordan. Nella puntata di Raw del 18 settembre Dallas partecipò ad un Six-pack Challenge match che includeva anche Curtis Axel, Elias, Jason Jordan, Jeff Hardy e Matt Hardy per determinare il contendente n°1 all'Intercontinental Championship di The Miz ma il match venne vinto da Jordan. Il 25 febbraio, nel Kick-off di Elimination Chamber, Dallas e Axel vennero sconfitti da Luke Gallows e Karl Anderson. Nella puntata di Raw del 12 marzo Dallas e Axel presero parte ad una Battle Royal per determinare i contendenti n°1 al Raw Tag Team Championship di Cesaro e Sheamus ma vennero eliminati. L'8 aprile, nel Kick-off di WrestleMania 34, Dallas partecipò all'annuale André the Giant Memorial Battle Royal ma venne eliminato da Kane. Nella puntata di Raw del 16 aprile The Miz, il Miztourage, Kevin Owens e Sami Zayn vennero sconfitti da Bobby Lashley, Bobby Roode, Braun Strowman, Finn Bálor e Seth Rollins; durante il match, nel finale, Dallas e Axel abbandonarono The Miz, sancendo di fatto la fine della stable (considerato anche che The Miz era passato a SmackDown per via dello Shake-up).
Dopo essersi separati da The Miz per via dello Shake-up del 16 aprile 2018, Dallas e Curtis Axel tornarono come coppia singola. Nella puntata di Raw del 23 aprile cercarono di unirsi prima a Finn Bálor e poi a Seth Rollins, in entrambi i casi senza successo; quella stessa sera, inoltre, Dallas e Axel vennero sconfitti dagli stessi Bálor e Rollins. Il 27 aprile, alla Greatest Royal Rumble, Dallas prese parte al Royal Rumble match a 50 uomini entrando col numero 15 ma venne eliminato da Kurt Angle. Nella puntata di Raw del 14 maggio Dallas e Axel divennero noti come il B-Team per il loro tag team e sconfissero i Breezango. Nella puntata di Raw del 4 giugno il B-Team vinse una Tag Team Battle Royal eliminando per ultimi Heath Slater e Rhyno, conquistando così un'opportunità titolata al Raw Tag Team Championship di Bray Wyatt e Matt Hardy. Il 15 luglio, a Extreme Rules, il B-Team sconfisse Hardy e Wyatt conquistando così il Raw Tag Team Championship per la prima volta (il primo titolo vinto da Dallas in WWE). Nella puntata di Raw del 23 luglio il B-Team mantenne le cinture contro Hardy e Wyatt nella rivincita. Nella puntata di Raw del 13 agosto il B-Team difese i titoli in un Triple Threat Tag Team match contro Bray Wyatt e Matt Hardy e i Revival. Il 19 agosto, nel Kick-off di SummerSlam, il B-Team conservò le cinture contro i Revival. Nella puntata di Raw del 3 settembre il B-Team perse i titoli contro Dolph Ziggler e Drew McIntyre dopo 50 giorni di regno. Nella puntata di Raw del 10 settembre il B-Team affrontò nuovamente McIntyre e Ziggler per il Raw Tag Team Championship ma vennero sconfitti.
Il 25 aprile 2019 venne annunciato dalla WWE il passaggio di Dallas al roster di SmackDown, e con lui anche quello Axel. Nella puntata di Raw del 26 agosto Axel e Dallas parteciparono ad un Gauntlet match per determinare i contendenti n°1 al Raw Tag Team Championship di Braun Strowman e Seth Rollins ma sono stati eliminati dai Viking Raiders. Nella puntata di SmackDown del 3 settembre Dallas conquistò il 24/7 Championship per la prima volta schienando Drake Maverick ma lo perde poco dopo sul ring ai danni dello stesso Maverick.
Il 30 aprile 2020 Axel venne licenziato dalla WWE, segnando di fatto la fine del B-Team. Col rilascio di Axel, Dallas tornò alla competizione singola, ma nonostante ciò non apparve più nei programmi televisivi. La sua ultima apparizione fu al novembre del 2019, e il 15 aprile 2021, dopo circa un anno e mezzo di inattività, venne licenziato dalla WWE insieme a numerosi altri atleti.

#### Uncle Howdy (2022–presente)
A Extreme Rules, l'8 ottobre 2022, il fratello di Bo Dallas, Windham Rotunda  , conosciuto con il ring name Bray Wyatt, fece il suo ritorno in WWE. Poco dopo, un nuovo e misterioso personaggio di nome Uncle Howdy cominciò a seguire Wyatt. Rotunda interpretava Howdy, e si alleò con Wyatt nei suoi feud con LA Knight e Bobby Lashley. Tuttavia, dato che Wyatt dovette prendersi una pausa per motivi di salute, anche Howdy fu accantonato. Wyatt morì inaspettatamente di infarto nell'agosto 2023, lasciando in sospeso il personaggio di Howdy in WWE. Nell'aprile 2024, Rotunda apparve nel documentario Bray Wyatt: Becoming Immortal, un biopic su suo fratello. Alcuni giorni dopo, il 5 aprile, Rotunda, insieme alla sorella Mika, apparve alla cerimonia della WWE Hall of Fame 2024 per introdurre il tag team formato dal padre e dallo zio, gli U.S. Express (Mike Rotunda & Barry Windham).
A partire da Raw dopo WrestleMania XL, la WWE cominciò a ventilare il ritorno di Rotunda come Uncle Howdy suonando la sua musica d'entrata durante puntate di Raw e SmackDown, e mostrando un QR code sugli schermi nelle arene durante gli show. Rotunda tornò ufficialmente come Uncle Howdy il 17 giugno a Raw, apparendo insieme ad altri quattro misteriosi personaggi mascherati, che aggredirono alcuni wrestler e membri della crew nel backstage. Il nuovo gruppo fu presentato come The Wyatt Sicks. Il 24 giugno a Raw, Rotunda apparve come Bo Dallas in un filmato mentre veniva intervistato dal suo alter ego Uncle Howdy; Dallas ricordò con dolore la morte del fratello Bray Wyatt.
La stable ha iniziato una faida con Chad Gable e gli American Made, culminata con la vittoria della Wyatt Sicks in un mixed 8 person street fight. Nella puntata di Raw del 21 ottobre la stable ha attaccato il The Final Testament e The Miz.
Dopo poco tempo i Wyatt Sicks e The Miz vennero trasferiti da Raw a SmackDown, lasciandosi alle spalle il The Final Testament.

## Vita privata
Rotunda è un wrestler di terza generazione; suo nonno Blackjack Mulligan, suo padre Mike Rotunda, suo zio Barry e Kendall Rotunda sono tutti wrestler professionisti. 
Anche suo fratello Windham è stato un wrestler professionista sotto contratto con la WWE, dove si esibiva come Bray Wyatt. Dal 2014 al 2019 è stato sposato con la campionessa svedese di braccio di ferro Sarah Bäckman. Nel 2012, Dallas è stato arrestato per guida in stato di ebbrezza mentre era ancora nel settore di sviluppo della WWE. Nell'agosto 2016 fu arrestato per ubriachezza molesta a Dallas, Texas, dopo essere stato respinto al Dallas/Fort Worth International Airport da un volo destinazione Città del Messico. Nel 2021 ha intrapreso una relazione con la collega Liv Morgan.

## Personaggio

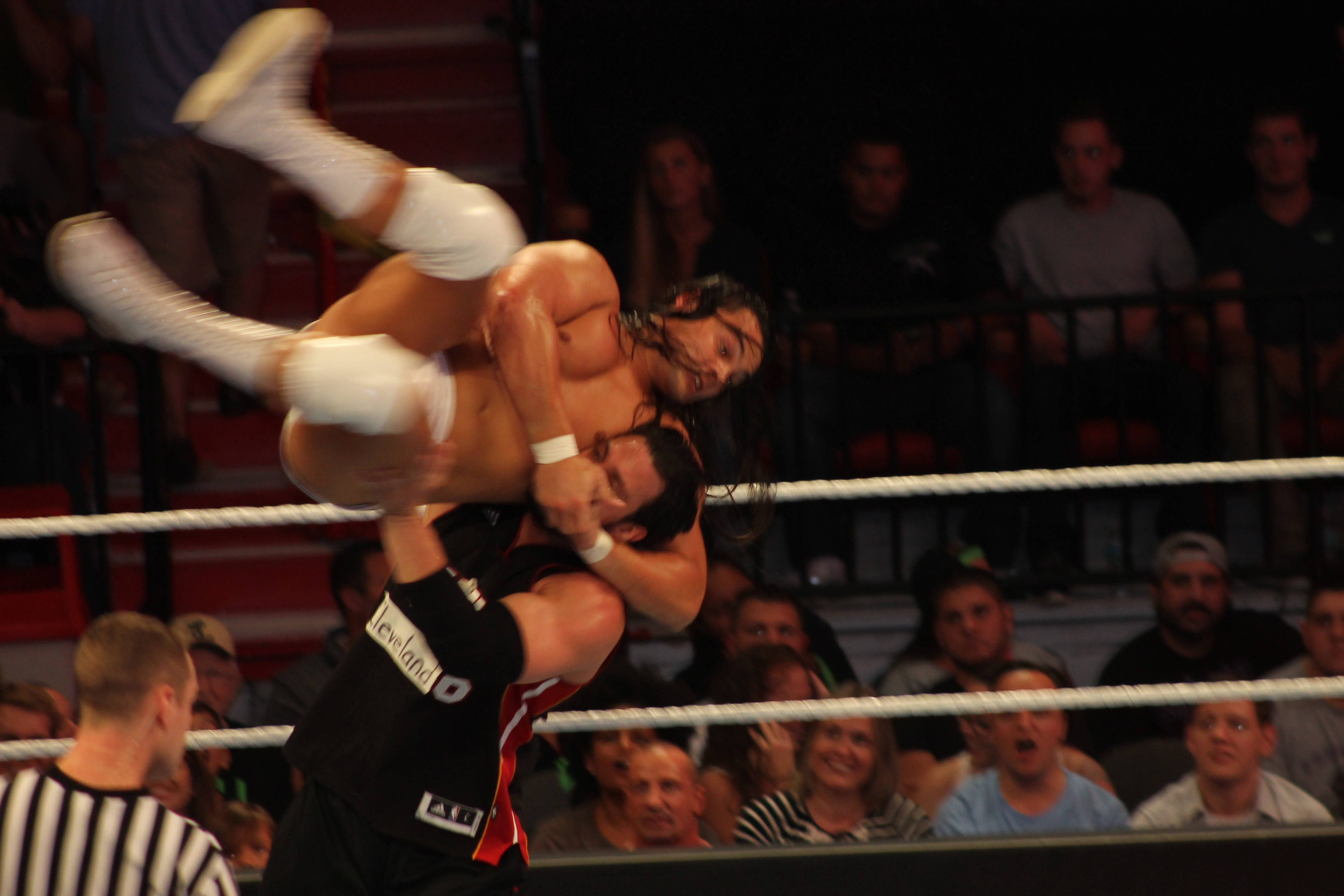
Bo Dallas mentre esegue il Bo Dog su Damien Sandow

### Mosse finali
- Bo Dazzler (Belly to belly suplex)
- Bo Dog (Corner springboard bulldog)

### Soprannomi
- "Believer"
- "Borld's Strongest Man"
- "Inspirational"
- "Mr. Florida"
- "Mr. NXT"
- "New World's Strongest Man"

## Titoli e riconoscimenti
- Florida Championship Wrestling
  - FCW Florida Heavyweight Championship (3)
  - FCW Florida Tag Team Championship (2) – con Duke Rotundo

- Pro Wrestling Illustrated
  - 73º tra i 500 migliori wrestler singoli nella PWI 500 (2014)

- WWE
  - NXT Championship (1)
  - WWE 24/7 Championship (1)
  - WWE Raw Tag Team Championship (1) – con Curtis Axel

## Filmografia
- Presa mortale 5 - Scontro letale, regia di James Nunn (2017)